# Saemundssonia cephalus
Saemundssonia cephalus är en insektsart som först beskrevs av Henry Denny 1842.  Saemundssonia cephalus ingår i släktet Saemundssonia och familjen fjäderlöss. Arten är reproducerande i Sverige. Inga underarter finns listade i Catalogue of Life.